# 抒情小曲集
『抒情小曲集』（じょじょうしょうきょくしゅう、ノルウェー語: Lyriske stykker）は、エドヴァルド・グリーグが1867年から1903年にかけて作曲した、全66曲からなるピアノ曲集。6～8曲ごとにまとめられて出版され、全10集からなる。第1集はコペンハーゲンの出版社から、第2集以降はドイツのペータースから出版された。
「蝶々」（作品43-1）、「春に寄す」（作品43-6）、「トロルドハウゲンの婚礼の日」（作品65-6）などはとりわけ有名である。
個々の曲名は、音楽之友社『グリーグ 抒情小曲集 1・2』（舘野泉解説）による。

## 第1集 作品12
1867年に出版。この時期は、ニーナ・ハーゲルップとの結婚の年で、翌1868年にピアノ協奏曲を作曲するなど、充実した創作期の作品である。後の作品集と比較すると、音形は単純で、複雑な技巧は必要としないながらも、すでにグリーグらしさは発揮されている。
1. アリエッタ
変ホ長調。ポコ・アンダンテというゆったりとしたテンポで開始される。この曲はおよそ34年後に、『余韻』として戻ってくる。
2. ワルツ
単純な曲ではあるが、グリーグならではの味わいをもつ。
3. 夜警の歌
シェイクスピアの『マクベス』から霊感を受けて作曲された。中間部は「夜の精たち」と題され、和音はラッパの音をあらわす。
4. 妖精の踊り
5. 民謡
6. ノルウェーの旋律
7. アルバムの綴り（アルバムリーフ）
8. 祖国の歌
短いながらも、堂々とした曲。友人のビョルンスティエルネ・ビョルンソンが詩を付けて男声合唱にも編曲されている[1]。

## 第2集 作品38
1883年に出版。第1集から16年の隔たりがある。ピアノ協奏曲、『ペール・ギュント』の音楽を作曲し、名声は揺るがないものとなったが、以降ピアノや歌曲、室内楽作品などを中心に手がけるようになっていく。
1. 子守り歌
その名の通り、静かで美しい作品。主部はト長調。ト短調の中間部からト長調への転調が、絶妙。
2. 民謡
ホ短調。4分の3拍子。アレグロ・コン・モートの付点音符が特徴的な軽快な舞曲風。
3. メロディ
4. ハリング（ノルウェー舞曲）
5. 飛びはね踊り
スプリング・ダンスとも訳される。ノルウェーの舞曲の一種である。
6. エレジー
7. ワルツ
ホ短調。ポコ・アレグロ。
8. カノン
起伏の大きな、左右の手の対旋律による進行。シューマンの影響がうかがえる。

## 第3集 作品43
第2集の翌年に作曲されたが、出版は1886年。ヨーロッパ各地への演奏旅行の合間に書かれた曲。全体的に春の喜びに溢れている。
1. ちょうちょう（蝶々）
細かい流れるような音列が蝶々の飛翔を表現している。分散された音符の中からしっとりわき上がるメロディは、優しさにあふれている。
2. 孤独なさすらい人
3. 故郷にて
4. 小鳥 
32分音符のトレモロが小鳥のさえずりを表現している。アレグロ・レッジェーロ（軽やかに）。
5. 愛の歌
非常に甘美な旋律をたっぷりと歌いながら演奏する。
6. 春に寄す
4分の6拍子。右手の和音の連打のもとに、左手の旋律が浮かび上がる。このリズム感は、シベリウスの交響曲第2番の冒頭と共通する点がある。

## 第4集 作品47
1888年に出版。作品は1885年に遡るものもある。「アルバムの綴り」、「ハリング」、「飛びはね踊り」など、他の曲集と重複する名前の曲がある。
1. 即興的ワルツ
2. アルバムの綴り
3. メロディ
4. ハリング
5. メランコリー
6. 飛びはね踊り
7. 悲歌（エレジー）

## 第5集 作品54
1891年に出版。『抒情小曲集』の中心をなす完成度の高いもの。最初の4曲は作曲者により『抒情組曲』として管弦楽へ編曲されている。
1. 羊飼いの少年
憂いをおびたフルートの響きを模した旋律。
2. ノルウェーの農民行進曲
3. 小人の行進
原曲名は「トロルの行進」であるが、巨大なトロルではなく、茶目っけのある子供のようなトロルをイメージしている。
4. 夜想曲
5. スケルツォ
6. 鐘の音
空虚五度の響きを中心にした実験的な作品。
『抒情組曲』の原型となったアントン・ザイドル編曲による『ノルウェー組曲』の一曲に含まれていた[2]。作曲者自身が組曲を編み直した際に外され、代わりに「羊飼いの少年」が加えられたが、「鐘の音」もザイドル編曲作品として時折単独で演奏される。

## 第6集 作品57
1893年に出版。フランスの保養地マントンで作曲された。祖国への郷愁とヨーロッパ的なスタイルが同居している。
1. 過ぎ去った日々
2. ガーデ（ゲーゼ）
デンマークの作曲家ニルス・ゲーゼ没後の回想として作曲された。
3. 幻影
4. 秘密
5. 彼女は踊る
6. 郷愁
ノルウェーの山峡地帯の山羊笛の音を模した旋律。

## 第7集 作品62
1895年に出版。トロルドハウゲンで作曲された。体調が次第に悪化していった時期の作品。第5、6集と比べ地味なため玉石混淆と言われることもあるが、むしろ芸術性は高まり、グリーグ後期の繊細で洗練された自然美が描かれる。
1. 風の精
2. 感謝
3. フランス風セレナード
4. 小川
5. 夢想
6. 家路
3部形式。家路を急ぐ主部と、過去を回想するカンタービレの中間部とからなる。

## 第8集 作品65
1896年に書かれ、1897年に出版。ピアニストの舘野泉によれば、第5曲をはじめとして「バラード調」の曲が多い。
1. 青春の日々から
哀愁を帯びたメロディと、躍動的な中間部が対照的な、やや大規模の曲。
2. 農民の歌
3. 憂うつ
4. サロン
5. バラード調で
6. トロルドハウゲンの婚礼の日（英語版、ノルウェー語版）
全曲中もっとも大規模で、人気のある曲。管弦楽編曲もされて親しまれる[3]。
元来はグリーグ家の友人の誕生祝いとして作曲されたが、出版時には出版社の意向もあって、グリーグ夫妻の結婚30周年祝賀の意味が込められることになった[4]。

## 第9集 作品68
1898年から1899年初めに書かれ、1899年に出版。2～3分の小さな曲ばかり。第4曲と第5曲は1899年にグリーグ自身が管弦楽（基本は弦楽合奏だが第4曲のみオーボエとホルンを1本ずつ使用）に編曲している。
1. 水夫の歌
輪郭のはっきりした快活な曲。2分の2拍子、ハ長調というのもわかりやすい。
2. おばあさんのメヌエット
おばあさんにしては軽快で動きの激しいメヌエット。
3. あなたのそばに
ロマンティックで甘美なメロディ。愛妻ニーナへの想いを綴った曲。
4. 山の夕べ
山羊笛を摸す単音のメロディが続き（管弦楽版ではこれをオーボエが延々と吹く）、中間部ではffで最高潮に達する。
5. ゆりかごの歌
ホ長調。アレグロ・トランキラメンテ。pの目立つ曲。グリーグ夫妻はひとり娘をわずか1歳で失った（その後は子供に恵まれなかった）。その子への追想の曲となっている。
6. 憂うつなワルツ

## 第10集 作品71
20世紀に入り、1901年5月に5曲を作曲。同年に出版。
1. 昔々
スウェーデン民謡とノルウェー舞曲による3部形式の曲。
2. 夏の夕べ
ノルウェーの夏の夕暮れをグリーグらしい独特な曲で仕上げている、とても美しく抒情的な曲である。
3. 小妖精
こちらの駆け回る妖精は、おなじみのトロルではなく、パックである。
4. 森の静けさ
レントの落ち着いた曲。ppで始まり、pppで終わる。
5. ハリング
6. 過去
半音ずつの下降で、抒情小曲集全体の終わりを告げる。
7. 余韻
第1集第1曲の「アリエッタ」を3拍子に変奏したワルツ。最初のト音および終結のト音にはフェルマータが付けられ、余韻を残す。

## 全曲を録音したピアニスト
- ユハニ・ラゲルスペッツ
- ホーカン・アウストボ
- ダニエル・アドニ
- ゲルハルト・オピッツ （RCA）
- エヴァ・クナルダール （BIS）
- 舘野泉
- アイナル・ステーン＝ノックレベルグ （ナクソス）
- フローリアン・ヘンシェル
- エヴァ・ポブウォツカ（ポーランド語版）
- アルド・チッコリーニ （Cascavelle）

## 管弦楽編曲

### グリーグ自身によるもの
前述のように、6曲が編曲されている。
- 第5集から「羊飼いの少年」「ノルウェーの農民行進曲」「夜想曲」「小人の行進」（組曲での曲順）の4曲が『抒情組曲』に編まれた。
- 第9集から「山の夕べ」「ゆりかごの歌」の2曲が編曲された。2曲を合わせて『2つの抒情的小品』と呼ぶこともある。

### 他の作曲家によるもの
- 第8集の「トロルドハウゲンの婚礼の日」がしばしば管弦楽編曲で演奏される。編曲者が明記されることは少ないが、モートン・グールド、フランツ・ヨーゼフ・ブロイアー、ゴットフリート・フッペルツ、セオドア・トバーニ（英語版）、クラーク・マカリスター（オランダ語版）によるものなどがある。
- 他には、『抒情組曲』成立の経緯もあって、アントン・ザイドルによる第5集の「鐘の音」の編曲が知られる。
- エルンスト・リーゲ (Ernst Riege) が8曲を選んで編曲したものが、シコルスキーから出版されている[5]。
- オランダの作曲家リハルト・レインヴォス（英語版、オランダ語版）は、2017年に12曲を選んで編曲している[6]。